# Anne Sinclair
Anne Sinclair, nata Anne-Élise Schwarz (New York, 15 luglio 1948), è una giornalista, conduttrice televisiva e dirigente d'azienda statunitense naturalizzata francese.
Conosciuta per aver condotto diverse trasmissioni d'informazione prima fra tutte 7 sur 7, andata in onda su TF1 dal 1984 al 1997, è stata sposata in seconde nozze con Dominique Strauss-Kahn. 

## Biografia

### Origini
Di famiglia ebraica, è figlia di Micheline Nanette Rosenberg, ritratta da Pablo Picasso in una delle sue tele, e dell'uomo d'affari Joseph-Robert Schwarz, che fece mutare il cognome in Sinclair nel 1948, dopo la nascita di Anne. Dal nonno materno, il mercante d'arte Paul Rosenberg, ha ereditato un'importante collezione di dipinti.

### Carriera
Trasferitasi in Francia ancora molto giovane, Anne Sinclair si è laureata in Diritto alla Sorbona, diventando poi giornalista nel 1973. Nel 1982 è stata ingaggiata da TF1 per la conduzione del programma Les Visiteurs du jour, sospeso dopo poco tempo per gli scarsi ascolti. Col suo secondo programma Édition spéciale, del 1983, è stata invece premiata dal pubblico, mentre l'anno dopo è diventata in Francia uno dei volti più popolari del piccolo schermo conducendo Sept sur Sept, trasmissione che resterà in palinsesto per tredici stagioni televisive. Dopo la privatizzazione di TF1 nel 1986, Anne Sinclair è stata nominata co-direttrice dell'informazione del canale, e in seguito anche direttrice generale.
Nel 2001 ha lasciato l'emittente TF1 per approdare a RTL, per la quale ha realizzato numerose interviste in esclusiva. Alla fine dell'anno, un nuovo passaggio, questa volta a France 3, si è rivelato sostanzialmente infruttuoso, per la soppressione del suo programma Le Choc des Cultures. In seguito Anne Sinclair ha orientato la sua professione verso la carta stampata, collaborando per alcuni anni con Paris Match, e parallelamente ha condotto per qualche tempo sull'emittente francese France Inter un programma dedicato agli studenti.
Nel 2008 ha seguito per Canal+ le elezioni presidenziali USA alternandosi con Laurence Haïm.

## Vita privata
Dal primo matrimonio di Anne Sinclair, con il collega Ivan Levaï, sono nati due figli, David ed Elie. Nel 1991 Anne ha sposato in seconde nozze Dominique Strauss-Kahn. Nel maggio 2011, quando DSK è entrato nell'occhio del ciclone in seguito all'accusa di tentata violenza sessuale lanciatagli da Nafissatou Diallo, lei ha difeso il marito, dichiarando in un comunicato pubblico di ritenersi certissima della sua innocenza. L'anno dopo, tuttavia, Anne Sinclair ha annunciato la propria separazione da DSK. In seguito ha stretto una relazione con lo storico francese Pierre Nora.

## Opere
- Une année particulière (1982)
- Deux ou trois choses que je sais d'eux (1997)
- Caméra subjective (2002)
- 21 Rue La Boétie (2012)
- Chronique d’une France blessée (2017)